# Cynolebias altus
 Cynolebias altus és un peix de la família dels rivúlids i de l'ordre dels ciprinodontiformes.

## Morfologia
Els mascles poden assolir els 13,3 cm de longitud total i les femelles els 9,39.

## Distribució geogràfica
Es troba a Sud-amèrica: Brasil.